# Lotus Europa
O Europa é um coupé desportivo compacto de motor central da Lotus. O nome do Lotus Europa é usado em dois carros GT coupé de motor central distintos construídos pela Lotus Cars . O original Europa e suas variantes compõem os Lotus Types 46, 47, 54, 65 e 74, e foram produzidos entre 1966 e 1975.
O nome foi revivido posteriormente no Type 121 Europa S, um design derivado do Lotus Elise produzido de 2006 a 2010.